# Achariaceae
Achariaceae — родина квіткових рослин, що складається з 32–33 родів із приблизно 155 видами тропічних трав, кущів і дерев. Система APG IV значно розширила сферу родини, включивши багато родів, раніше класифікованих у Flacourtiaceae. Молекулярні дані переконливо підтверджують включення цієї родини до порядку Malpighiales.
Родина майже виключно тропічна і найбільш знана як джерело олії чаулмугри, яку раніше використовували для лікування прокази. На відміну від інших членів колишнього Flacourtiaceae, які тепер поміщені в родину Salicaceae, роди Achariaceae зазвичай містять ціаногенні глікозиди.

## Роди
- Acharia
- Baileyoxylon
- Buchnerodendron
- Caloncoba
- Camptostylus
- Carpotroche
- Ceratiosicyos
- Chiangiodendron
- Chlorocarpa
- Dasylepis
- Eleutherandra
- Erythrospermum
- Grandidiera
- Guthriea
- Gynocardia
- Hydnocarpus
- Kiggelaria
- Kuhlmanniodendron[4]
- Lindackeria
- Mayna
- Mocquerysia
- Pangium
- Peterodendron
- Phyllobotryon
- Phylloclinium (іноді входить до Phyllobotryon)[5]
- Poggea
- Prockiopsis
- Rawsonia
- Ryparosa
- Scaphocalyx
- Scottellia
- Trichadenia
- Xylotheca